# 로베르트 모레노
로베르트 모레노 곤살레스(스페인어: Robert Moreno González, 1977년 9월 19일, 카탈루냐 주 로스피탈레트 ~)는 스페인의 전 축구 선수이자 현 축구 지도자로 현역 시절 포지션은 수비수였다.
그는 루이스 엔리케의 수석 코치로 다수의 구단과 스페인 국가대표팀의 수석 코치가 되기 전까지 유소년 및 아마추어 축구 지도자로 활동했다. 2019년, 모레노는 루이스 엔리케의 바통을 이어받아 국가대표팀 감독으로 취임해 유로 2020의 본선행을 이끌었으나, 루이스 엔리케의 국가대표팀 감독직 복귀 후 물러났다. 이후, 그는 프랑스 리그 1의 모나코 감독이 되었다.

## 감독 경력

### 초기 경력
모레노는 카탈루냐 주 바르셀로나 도 로스피탈레트 데 료브레가트 출신으로, 고향 연고의 라 플로리다에서 중앙 수비수로 활동한 적도 있었다. 그는 불과 14세의 나이에 축구 감독 활동으로서 관심을 보였는데, 그에 따라 체육 교사를 돕기도 했다. 16세가 되었을 때, 그는 안토니오 카마초와 함께 라 플로리다의 초심부 선수단을 지휘하기도 했다.
모레노는 2003년에 프로 감독 생활을 시작했는데, 그는 페냐 블라우그라나 콜블랑의 감독을 맡으면서 스페인 역대 최연소 감독으로 이름을 올리게 되었다. 그 후 그는 로스피탈레트, 마리아노 포블레트, 카스텔데펠스 그리고 담의 유소년부 감독을 맡았었다. 2006년, 그는 카스텔데펠스의 1군 감독을 맡기도 했지만, 이듬해 3월에 해임되었다.
2010-11 시즌에 바르셀로나의 스카우트로 활동하기도 했던 모레노는 루이스 엔리케의 수석코치로 로마(2011-2012), 셀타 비고(2013-14), 그리고 바르셀로나(2014-2017)에서 수석 코치로 역임했다. 2017-18 시즌, 그는 후안 카를로스 운수에를 셀타 비고에서 보좌하다가 2018년 7월에 루이스 엔리케가 스페인 국가대표팀 감독으로 취임하면서 다시 루이스 엔리케의 수석 코치가 되었다.

### 스페인 국가대표팀
2019년 3월 26일, 모레노는 루이스 엔리케가 사적 문제로 감독직을 내려놓으면서 국가대표팀 감독으로 취임해 몰타전 2-0 승리를 지휘했다. 그는 이어서 페로 제도와 스웨덴과의 경기에서도 국가대표팀을 지휘했다.
스페인 국가대표팀의 임시 감독으로 3경기를 맡은 모레노는 딸의 병간호로 사임한 루이스 엔리케의 후임으로서 2019년 6월 19일에 감독으로 취임했다. 그는 유로 2020 종료 시점까지 계약했다. 그러나, 불과 5달 만에 모레노는 유로 2020 예선 무패행진에도 불구하고 사임하고 전임이었던 루이스 엔리케가 다시 국가대표팀 감독이 되었다. 루이스 엔리케는 유로 2020에서 스페인 국가대표팀을 지휘하기를 원했던 모레노를 "충직하지 못하며 과하게 야심만만하다"라며 감독진에서 쫓아냈다.

### 모나코
2019년 12월 28일, 모레노는 리우나르두 자르딩의 후임으로 리그 1의 모나코 감독이 되었다. 1주 후, 그는 스타드 랭스와의 쿠프 드 프랑스 64강 안방 경기에서 첫 경기 승리를 신고했다. 2020년 1월 12일, 그는 공국을 연고로 하는 구단을 이끌고 선두 파리 생제르맹과의 첫 리그 경기에서 3-3 무승부를 거두었다.
시즌을 9위로 마감하면서, 모나코는 유럽대항전 진출권을 놓쳤고, 모레노는 2020년 7월 18일에 해고장을 받았다.

### 그라나다
2021년 6월 18일, 라 리가의 그라나다가 모레노와 2년 계약을 체결하고 신임 감독으로 선임했다. 2021년 8월 16일, 그는 비야레알과의 첫 경기에서 득점 없는 무승부를 거두었다.

## 감독 통계
2022년 3월 5일 기준
| 구단     | 국적   | 취임             | 해임             | 기록 | 기록 | 기록 | 기록 | 기록 | 기록 | 기록 | 기록  | 주석          |
| 구단     | 국적   | 취임             | 해임             | 전   | 승   | 무   | 패   | 득   | 실   | 차   | 율 %  | 주석          |
| -------- | ------ | ---------------- | ---------------- | ---- | ---- | ---- | ---- | ---- | ---- | ---- | ----- | ------------- |
| 스페인   | 스페인 | 2019년 3월 26일  | 2019년 11월 19일 | 9    | 7    | 2    | 0    | 29   | 4    | +25  | 77.78 | [ 19 ] [ 20 ] |
| 모나코   | 프랑스 | 2019년 12월 28일 | 2020년 7월 19일  | 13   | 5    | 3    | 5    | 18   | 21   | −3   | 38.46 |               |
| 그라나다 | 스페인 | 2021년 6월 18일  | 2022년 3월 6일   | 29   | 6    | 10   | 13   | 35   | 44   | −9   | 20.69 |               |
| 합계     | 합계   | 합계             | 합계             | 51   | 18   | 15   | 18   | 82   | 69   | +13  | 35.29 | —             |